# Albaniens damlandslag i fotboll
Albaniens damlandslag i fotboll representerar Albanien i fotboll på damsidan. Det albanska damlandslaget spelade sin första landskamp den 5 maj 2011 mot Makedonien, och vann denna match med 1-0. Målet gjordes av Aurora Serenaj. Matchen spelades i Pogradec i Albanien.
Den 11 november 2011 fick Makedonien chans till revansch på hemmaplan i Skopje. Albanien tog återigen hem segern, matchen slutade 1-4 till Albanien.

## Historia
Den 16 maj 2012 segrade Albanien över Montenegro på bortaplan i Bar med 2-4 . Tre dagar senare, den 19 maj 2012, spelade samma lag mot varandra igen, denna gång på hemmaplan för Albanien. Albanien vann med 4-3 på Loro Borici Stadion i Shkodra . Den 22 maj 2012 mötte det Albanska damlandslaget i fotboll Makedonien där de återigen gick hem med vinst. Matchen slutade 2-0 till Albanskornas favör med Suada Jashari som målgörare för båda målen . Det Albanska damlandslaget har hittills varit obesegrade i fem matcher i rad.
Den 18 december 2012 meddelades att Albanien inför dam-VM-kvalet 2015 skulle spela i samma grupp som Malta, Luxemburg och Lettland . Det var första gången Albanska damlandslaget deltog i ett dam-VM-kval. Albanien säkrade en 2:a plats i gruppen precis efter Malta i kvalet för världsmästerskapet för damer. De är idag i detta VM-kval oslagna, där de i en av matcherna spelat oavgjort .

## Nuvarande trupp
| Målvakter         |                       |   |   |
| Pellumbesha Gjyli | -                     | 6 | 0 |
| Rifadije Shala    | Ada Velipojë          | 4 | 0 |
| Armonela Kola     | Shkendija Durres      | 0 | 0 |
| Försvarare        |                       |   |   |
| Xhuljeta Preci    | Juban Danja           | 1 | 0 |
| Erida Bajrakurtaj | Ada Velipojë          | 0 | 0 |
| Denisa Proto      | Ada Velipojë          | 1 | 0 |
| Lumturie Muhadri  | ZFK Skiponjat         | 0 | 0 |
| Cyme Lulaj        | Kinostudio Tirana     | 0 | 0 |
| Albina Rrahmani   | KF Prishtina          | 1 | 0 |
| Fitore Govori     | KF Prishtina          | 1 | 1 |
| Nora Selmani      | KF Prishtina          | 0 | 0 |
| Fationa Borova    | Ada Velipojë          | 0 | 0 |
| Ornela Smajli     | Ada Velipojë          | 0 | 0 |
| Mittfältare       |                       |   |   |
| Furtuna Velaj     | Pallokerho-35         | 4 | 3 |
| Geldona Morina    | Essen                 | 1 | 0 |
| Dafina Memedov    | IFK Norrköping DFK    | 2 | 1 |
| Aurora Seranaj    | Tus Rodenbach         | 2 | 1 |
| Suada Jashari     | KFF Kosova            | 2 | 2 |
| Xhemile Berisha   | KF Prishtina          | 1 | 0 |
| Megi Doci         | Tirana AS             | 0 | 0 |
| Marsela Djegsina  | The Door              | 0 | 0 |
| Jesmira Tula      | Ada Velipojë          | 0 | 0 |
| Anela Vishkulli   | Kinostudio Tirana     | 0 | 0 |
| Endrina Elezaj    | Kinostudio Tirana     | 0 | 0 |
| Elizabeta Ejupi   | Charlton Athletic LFC | 1 | 0 |
| Dielona Luta      | SC 07 Bad Neuenahr    | 0 | 0 |
| Arjeta Krasniqi   | TuS St.Hubert         | 1 | 0 |
| Anfallare         |                       |   |   |
| Ellvana Curo      | Box Hill              | 2 | 1 |
| Ana Baro          | Tus Rodenbach         | 2 | 1 |
| Arbnora Robelli   | IS Halmia             | 2 | 0 |
| Avdije Veliu      | Ada Velipojë          | 0 | 0 |
| Emanuela Jaku     | Juban Danja           | 1 | 0 |
| Blerta Kaçiu      | KFF Kosova            | 0 | 0 |